# 裸足でSummer
『裸足でSummer』（はだしでサマー）は、日本の女性アイドルグループ乃木坂46の楽曲。2016年7月27日に乃木坂46の15作目のシングルとしてN46Div.から発売された。秋元康が作詞、福森秀敏が作曲した。楽曲のセンターポジションは齋藤飛鳥が初めて務めた。 第73回NHK紅白歌合戦歌唱曲。

## 背景とリリース
DVD付属のType-A・B・C・D、CDのみの通常盤の5形態で発売。前作「ハルジオンが咲く頃」から約4か月ぶりのシングル、CDリリースとしては2ndアルバム『それぞれの椅子』からわずか約2か月ぶりの早さでリリースとなった。
表題曲「裸足でSummer」は、過去の楽曲とは異なる新たな乃木坂46を提示する現代的なアレンジが施されており「いつもの夏と違うんだ」という歌詞から始まる裸足で駆け出す「君」と、それに振り回されつつも恋心を抱く「僕」との関係性を描く。

## プロモーション
ヒット祈願キャンペーンとして、『乃木坂工事中』内で表題曲「裸足でSummer」のセンターを務める齋藤飛鳥が一人で1泊3日の「弾丸ツアー」を敢行し、母親の出身国であるミャンマーのシュエダゴン・パゴダ、ゴールデンロックでヒット祈願を行った。

## アートワーク
| Type-A 表 | 齋藤飛鳥                                                                                       |
| Type-A 裏 | 齋藤飛鳥                                                                                       |
| Type-B 表 | 生田絵梨花・西野七瀬・橋本奈々未・白石麻衣                                                     |
| Type-B 裏 | 斉藤優里・斎藤ちはる・中田花奈・能條愛未・新内眞衣                                             |
| Type-C 表 | 高山一実・秋元真夏・松村沙友理・桜井玲香・衛藤美彩                                             |
| Type-C 裏 | 佐々木琴子・相楽伊織・伊藤純奈・伊藤かりん・川後陽菜・鈴木絢音・和田まあや・山崎怜奈・川村真洋 |
| Type-D 表 | 生駒里奈・中元日芽香・星野みなみ・北野日奈子・堀未央奈・若月佑美                               |
| Type-D 裏 | 渡辺みり愛・井上小百合・樋口日奈・伊藤万理華・寺田蘭世                                         |
| 通常盤 表 | 選抜メンバー                                                                                   |
| 通常盤 裏 | アンダーメンバー                                                                               |

6月上旬に千葉県九十九里のスタジオで撮影された。「自撮り/セルフィー」をコンセプトに、メンバー同士でしか撮れない自然な表情や素の姿などを自撮り棒で自由に撮影した。梅雨の時期も影響して撮影当日の朝は大雨だったが、撮影が始まると晴れて夏らしい撮影日となった。Type-Aと通常盤は齋藤飛鳥、Type-Bは橋本奈々未、Type-Cは桜井玲香、Type-Dは中元日芽香が撮影した。

## チャート成績
本作は2016年7月26日付のオリコンデイリーCDシングルランキングで推定売上60万104枚を記録し、デイリー1位を獲得した。その後、2016年8月1日付まで7日間連続でデイリー1位を達成し、2016年8月8日付のBillboard Japan Hot 100、Billboard Japan Top Singles Sales、オリコン週間CDシングルランキングで推定売上72万8189枚を記録、週間1位を獲得した。オリコン週間CDシングルランキングにおける乃木坂46のシングル1位獲得は2ndシングル「おいでシャンプー」から14作連続、通算14作目となった。2016年7月度のオリコン月間CDシングルランキングでは推定売上72万8189枚を記録し、月間1位を獲得した。
発売から1年4ヶ月後の2017年11月度の認定で、日本レコード協会からミリオン認定を受けた。

## ミュージック・ビデオ
裸足でSummer
監督：丸山健志、振付：WARNER
6月中旬の2日間、気温30度を超える暑さのなか、沖縄県名護市や国頭郡宜野座村を中心に撮影された。新しい乃木坂46をイメージさせる場所として、乃木坂駅から外の世界へと通じる国立新美術館でジャケット撮影された2ndアルバム『それぞれの椅子』から約2か月ぶりの作品となる本作は、自由きままな女の子たちが夏を楽しみながら、自分たちの力で新天地を目指す姿を描いている。ダンスシーンを撮影した海辺は、時の経過とともに潮が引いていくため、撮影終了時は道路から約1キロメートルほど離れていた。
オフショアガール
監督：井上強
6月下旬にグアムで撮影された。乃木坂46のミュージック・ビデオとしては初めて海外での撮影となった。グアムの海でサーフィンを楽しむ女性像が表現されている。
命の真実 ミュージカル「林檎売りとカメムシ」
監督：中村太洸
6月下旬に都内のスタジオで撮影された。振付・演出家のTETSUHARUを迎え、約4時間のリハーサル後、本格的な舞台装置を用いてミュージカル仕立てのミュージック・ビデオが制作された。
白米様
監督：伊藤衆人
6月上旬に埼玉県飯能市のあけぼの子どもの森公園で撮影された。白米を愛する曲であることから食事の大好きな松村沙友理率いるさゆりんご軍団が顔に米粒をつけたまま登場し、鼻にイヤホンジャックを入れて音を聴こうとしたり、石をペット代わりにして散歩するさゆりんご軍団の珍妙な日常風景が映像化されている。
シークレットグラフィティー
監督：山岸聖太
6月下旬に茨城県の学校で撮影された。学園のマドンナ・ひぐちくん（樋口日奈）をめぐって、伊藤万理華率いる「ひぐちを愛する友の会」と井上小百合率いる「ひぐち親衛隊」が抗争を繰り広げながらも、他の生徒達からひぐちくんを守り続けることによって愛を表現している。同姓の髭男爵・ひぐち君も登場。

## メディアでの使用
オフショアガール
CM『From AQUA〜谷川連峰の天然水〜』（JR東日本ウォータービジネス）テーマソング。
僕だけの光
日本テレビ『第36回全国高等学校クイズ選手権』応援ソング。

## シングル収録トラック

### Type-A
| #         | タイトル                            | 作詞      | 作曲               | 編曲               | 時間  |
| --------- | ----------------------------------- | --------- | ------------------ | ------------------ | ----- |
| 1.        | 「裸足でSummer」                    | 秋元康    | 福森秀敏           | APAZZI             | 4:37  |
| 2.        | 「僕だけの光」                      | 秋元康    | Hiro Hoashi        | Hiro Hoashi        | 3:52  |
| 3.        | 「オフショアガール」                | 秋元康    | Akira Sunset、ha-j | Akira Sunset、ha-j | 3:23  |
| 4.        | 「裸足でSummer off vocal ver.」     |           | 福森秀敏           | APAZZI             | 4:47  |
| 5.        | 「僕だけの光 off vocal ver.」       |           | Hiro Hoashi        | Hiro Hoashi        | 3:52  |
| 6.        | 「オフショアガール off vocal ver.」 |           | Akira Sunset、ha-j | Akira Sunset、ha-j | 3:22  |
| 合計時間: | 合計時間:                           | 合計時間: | 合計時間:          | 合計時間:          | 23:53 |

| #         | タイトル                                                                                   | 作詞      | 作曲・編曲 | 監督     | 時間 |
| --------- | ------------------------------------------------------------------------------------------ | --------- | ---------- | -------- | ---- |
| 1.        | 「裸足でSummer Music Video」                                                               |           |            | 丸山健志 | 4:42 |
| 2.        | 「オフショアガール Music Video」                                                           |           |            | 井上強   | 3:49 |
| 3.        | 「ライブ参加者だけが見られた 真夏の全国ツアー2015 全16公演オープニング映像 上巻 スタート」 |           |            |          | 5:49 |
| 4.        | 「若月佑美編」                                                                             |           |            |          | 3:27 |
| 5.        | 「堀未央奈&北野日奈子編」                                                                  |           |            |          | 1:39 |
| 6.        | 「中元日芽香&能條愛未編」                                                                  |           |            |          | 1:38 |
| 7.        | 「斎藤ちはる&永島聖羅編」                                                                  |           |            |          | 2:42 |
| 8.        | 「齋藤飛鳥編」                                                                             |           |            |          | 3:40 |
| 9.        | 「伊藤かりん&伊藤純奈編」                                                                  |           |            |          | 2:36 |
| 10.       | 「深川麻衣編」                                                                             |           |            |          | 5:12 |
| 11.       | 「中田花奈&佐々木琴子編」                                                                  |           |            |          | 1:56 |
| 12.       | 「井上小百合編」                                                                           |           |            |          | 3:01 |
| 13.       | 「中元日芽香&和田まあや編」                                                                |           |            |          | 3:01 |
| 14.       | 「伊藤万理華編」                                                                           |           |            |          | 2:19 |
| 15.       | 「鈴木絢音&寺田蘭世編」                                                                    |           |            |          | 2:48 |
| 16.       | 「高山一実編」                                                                             |           |            |          | 7:17 |
| 合計時間: | 合計時間:                                                                                  | 合計時間: | 55:36      |          |      |

### Type-B
| #         | タイトル                                                       | 作詞      | 作曲        | 編曲        | 時間  |
| --------- | -------------------------------------------------------------- | --------- | ----------- | ----------- | ----- |
| 1.        | 「裸足でSummer」                                               | 秋元康    | 福森秀敏    | APAZZI      | 4:37  |
| 2.        | 「僕だけの光」                                                 | 秋元康    | Hiro Hoashi | Hiro Hoashi | 3:52  |
| 3.        | 「命の真実 ミュージカル「林檎売りとカメムシ」」                | 秋元康    | NA.ZU.NA    | NA.ZU.NA    | 5:14  |
| 4.        | 「裸足でSummer off vocal ver.」                                |           | 福森秀敏    | APAZZI      | 4:37  |
| 5.        | 「僕だけの光 off vocal ver.」                                  |           | Hiro Hoashi | Hiro Hoashi | 3:52  |
| 6.        | 「命の真実 ミュージカル「林檎売りとカメムシ」 off vocal ver.」 |           | NA.ZU.NA    | NA.ZU.NA    | 5:13  |
| 合計時間: | 合計時間:                                                      | 合計時間: | 合計時間:   | 合計時間:   | 27:25 |

| #         | タイトル                                                                                   | 作詞      | 作曲・編曲 | 監督     | 時間 |
| --------- | ------------------------------------------------------------------------------------------ | --------- | ---------- | -------- | ---- |
| 1.        | 「裸足でSummer Music Video」                                                               |           |            | 丸山健志 | 4:42 |
| 2.        | 「命の真実 ミュージカル「林檎売りとカメムシ」 Music Video」                                |           |            | 中村太洸 | 5:53 |
| 3.        | 「ライブ参加者だけが見られた 真夏の全国ツアー2015 全16公演オープニング映像 下巻 スタート」 |           |            |          | 5:11 |
| 4.        | 「星野みなみ編」                                                                           |           |            |          | 1:27 |
| 5.        | 「川後陽菜&相楽伊織編」                                                                    |           |            |          | 4:31 |
| 6.        | 「衛藤美彩編」                                                                             |           |            |          | 2:30 |
| 7.        | 「永島聖羅&能條愛未編」                                                                    |           |            |          | 6:31 |
| 8.        | 「秋元真夏編」                                                                             |           |            |          | 1:38 |
| 9.        | 「佐々木琴子&堀未央奈編」                                                                  |           |            |          | 3:00 |
| 10.       | 「斉藤優里編」                                                                             |           |            |          | 2:11 |
| 11.       | 「川村真洋&樋口日奈編」                                                                    |           |            |          | 3:02 |
| 12.       | 「新内眞衣編」                                                                             |           |            |          | 2:38 |
| 13.       | 「斎藤ちはる&渡辺みり愛編」                                                                |           |            |          | 5:44 |
| 14.       | 「松村沙友理編」                                                                           |           |            |          | 4:16 |
| 15.       | 「アンダーメンバー・神宮編」                                                               |           |            |          | 3:47 |
| 16.       | 「桜井玲香編」                                                                             |           |            |          | 1:57 |
| 合計時間: | 合計時間:                                                                                  | 合計時間: | 58:58      |          |      |

### Type-C
| #         | タイトル                        | 作詞      | 作曲        | 編曲        | 時間  |
| --------- | ------------------------------- | --------- | ----------- | ----------- | ----- |
| 1.        | 「裸足でSummer」                | 秋元康    | 福森秀敏    | APAZZI      | 4:37  |
| 2.        | 「僕だけの光」                  | 秋元康    | Hiro Hoashi | Hiro Hoashi | 3:52  |
| 3.        | 「白米様」                      | 秋元康    | Ruby        | あらケン    | 4:06  |
| 4.        | 「裸足でSummer off vocal ver.」 |           | 福森秀敏    | APAZZI      | 4:37  |
| 5.        | 「僕だけの光 off vocal ver.」   |           | Hiro Hoashi | Hiro Hoashi | 3:52  |
| 6.        | 「白米様 off vocal ver.」       |           | Ruby        | あらケン    | 4:05  |
| 合計時間: | 合計時間:                       | 合計時間: | 合計時間:   | 合計時間:   | 25:09 |

| #         | タイトル                                                           | 作詞      | 作曲・編曲 | 監督     | 時間  |
| --------- | ------------------------------------------------------------------ | --------- | ---------- | -------- | ----- |
| 1.        | 「裸足でSummer Music Video」                                       |           |            | 丸山健志 | 4:43  |
| 2.        | 「白米様 Music Video」                                             |           |            | 伊藤衆人 | 4:43  |
| 3.        | 「ハルジオンが咲いた夜 〜深川麻衣卒業コンサート バックステージ〜」 |           |            |          | 32:32 |
| 合計時間: | 合計時間:                                                          | 合計時間: | 41:58      |          |       |

### Type-D
| #         | タイトル                                      | 作詞      | 作曲         | 編曲         | 時間  |
| --------- | --------------------------------------------- | --------- | ------------ | ------------ | ----- |
| 1.        | 「裸足でSummer」                              | 秋元康    | 福森秀敏     | APAZZI       | 4:37  |
| 2.        | 「僕だけの光」                                | 秋元康    | Hiro Hoashi  | Hiro Hoashi  | 3:52  |
| 3.        | 「シークレットグラフィティー」                | 秋元康    | ツキダタダシ | ツキダタダシ | 4:11  |
| 4.        | 「裸足でSummer off vocal ver.」               |           | 福森秀敏     | APAZZI       | 4:37  |
| 5.        | 「僕だけの光 off vocal ver.」                 |           | Hiro Hoashi  | Hiro Hoashi  | 3:52  |
| 6.        | 「シークレットグラフィティー off vocal ver.」 |           | ツキダタダシ | ツキダタダシ | 4:10  |
| 合計時間: | 合計時間:                                     | 合計時間: | 合計時間:    | 合計時間:    | 25:19 |

| #         | タイトル                                     | 作詞      | 作曲・編曲 | 監督     | 時間  |
| --------- | -------------------------------------------- | --------- | ---------- | -------- | ----- |
| 1.        | 「裸足でSummer Music Video」                 |           |            | 丸山健志 | 4:43  |
| 2.        | 「シークレットグラフィティー Music Video」   |           |            | 山岸聖太 | 5:59  |
| 3.        | 「ショートムービー『行くあてのない僕たち』」 |           |            | 湯浅弘章 | 33:19 |
| 合計時間: | 合計時間:                                    | 合計時間: | 44:01      |          |       |

### 通常盤
| #         | タイトル                                | 作詞      | 作曲        | 編曲        | 時間  |
| --------- | --------------------------------------- | --------- | ----------- | ----------- | ----- |
| 1.        | 「裸足でSummer」                        | 秋元康    | 福森秀敏    | APAZZI      | 4:37  |
| 2.        | 「僕だけの光」                          | 秋元康    | Hiro Hoashi | Hiro Hoashi | 3:52  |
| 3.        | 「行くあてのない僕たち」                | 秋元康    | 大橋莉子    | 佐々木裕    | 4:55  |
| 4.        | 「裸足でSummer off vocal ver.」         |           | 福森秀敏    | APAZZI      | 4:37  |
| 5.        | 「僕だけの光 off vocal ver.」           |           | Hiro Hoashi | Hiro Hoashi | 3:52  |
| 6.        | 「行くあてのない僕たち off vocal ver.」 |           | 大橋莉子    | 佐々木裕    | 4:54  |
| 合計時間: | 合計時間:                               | 合計時間: | 合計時間:   | 合計時間:   | 26:47 |

### Special Edition
| #         | タイトル                                        | 作詞      | 作曲               | 編曲               | 時間  |
| --------- | ----------------------------------------------- | --------- | ------------------ | ------------------ | ----- |
| 1.        | 「裸足でSummer」                                | 秋元康    | 福森秀敏           | APAZZI             | 4:37  |
| 2.        | 「僕だけの光」                                  | 秋元康    | Hiro Hoashi        | Hiro Hoashi        | 3:52  |
| 3.        | 「オフショアガール」                            | 秋元康    | Akira Sunset、ha-j | Akira Sunset、ha-j | 3:23  |
| 4.        | 「命の真実 ミュージカル「林檎売りとカメムシ」」 | 秋元康    | NA.ZU.NA           | NA.ZU.NA           | 5:14  |
| 5.        | 「白米様」                                      | 秋元康    | Ruby               | あらケン           | 4:06  |
| 6.        | 「シークレットグラフィティー」                  | 秋元康    | ツキダタダシ       | ツキダタダシ       | 4:11  |
| 7.        | 「行くあてのない僕たち」                        | 秋元康    | 大橋莉子           | 佐々木裕           | 4:55  |
| 合計時間: | 合計時間:                                       | 合計時間: | 合計時間:          | 合計時間:          | 30:18 |

## 歌唱メンバー

### 裸足でSummer
（センター：齋藤飛鳥）
- 3列目：北野日奈子、星野みなみ、若月佑美、生駒里奈、堀未央奈、中元日芽香[13]
- 2列目：高山一実、衛藤美彩、松村沙友理、秋元真夏、桜井玲香[13]
- 1列目：橋本奈々未、西野七瀬、齋藤飛鳥、白石麻衣、生田絵梨花[13]

今作は前作の「ハルジオンが咲く頃」から1人少ない16人選抜である。福神は前回に引き続き、1列目と2列目を合わせた10人が「十福神」となる。星野みなみは12th「太陽ノック」以来の福神落ち、桜井玲香は「太陽ノック」、松村沙友理は10th「何度目の青空か?」以来の福神復帰、北野日奈子は8th「気づいたら片想い」、中元日芽香は7th「バレッタ」以来の選抜復帰である。伊藤万理華・井上小百合は今作の選抜メンバーから外れた。

### 僕だけの光
（センター：齋藤飛鳥）
- 秋元真夏、生田絵梨花、生駒里奈、衛藤美彩、北野日奈子、齋藤飛鳥、桜井玲香、白石麻衣、高山一実、中元日芽香、西野七瀬、橋本奈々未、星野みなみ、堀未央奈、松村沙友理、若月佑美[51]

歌唱メンバーは、表題曲の選抜メンバーと同じ。

### オフショアガール
- 白石麻衣[51]

### 命の真実 ミュージカル「林檎売りとカメムシ」
（ゲストパフォーマース：坂元健児）
- 生田絵梨花[51]

ミュージカル楽曲。坂元が出演しない乃木坂46のバースデーライブでは、高山一実が代理を務める。

### 白米様
（ユニット：さゆりんご軍団）
- 伊藤かりん、佐々木琴子、寺田蘭世、松村沙友理[21]

### シークレットグラフィティー
（センター：樋口日奈）
- 伊藤純奈、伊藤かりん、伊藤万理華、井上小百合、川後陽菜、川村真洋、斎藤ちはる、斉藤優里、相楽伊織、佐々木琴子、新内眞衣、鈴木絢音、寺田蘭世、中田花奈、能條愛未、樋口日奈、山崎怜奈、渡辺みり愛、和田まあや[22]

アンダーメンバーによる楽曲。

### 行くあてのない僕たち
- 伊藤万理華、井上小百合[51]